# 女たちの特捜最前線
『女たちの特捜最前線』（おんなたちのとくそうさいぜんせん）は、2015年12月19日にテレビ朝日系「土曜ワイド劇場」にて『女たちの特捜最前線〜警察食堂極秘会議』（おんなたちのとくそうさいぜんせん けいさつしょくどうごくひかいぎ）のタイトルで単発放送され、2016年7月21日から同年8月25日まで連続ドラマとして「木曜ミステリー」枠で放送された日本の警察ドラマである。主演は高島礼子。
同局でかつて1977年から1987年にかけて放送された、二谷英明主演の刑事ドラマ『特捜最前線』とはストーリー上無関係である。

## 概要
「京都府警女子会」メンバーが警察署内でゲットした極秘捜査情報を持ち寄って女性ならではの視点から事件の謎を解いていく。このドラマの主役は、表立って動く刑事や制服警官ではなく「内勤の」警察事務職員たちである。したがって、主役たちは実際に現場に出ることなく噂話や内部情報「だけ」で事件の謎を解くことになる。

## 登場人物

### 京都府警女子会
室町京子（むろまち きょうこ）〈49〉
演 - 高島礼子
京都中央警察署の総務課勤務の警察官（既婚）。「京都府警女子会」会長。階級は巡査長。
一条弥生（いちじょう やよい）〈53〉
演 - 宮崎美子
京都中央警察署の広報課勤務の警察官。階級は巡査長。
夫は6年前に愛人と家を出て行方不明。
八坂美鈴（やさか みすず）〈57〉
演 - 高畑淳子
京都中央警察署の食堂勤務の嘱託署員（独身）。京都府警の元刑事。「京都府警女子会」顧問。
ナルシー加藤は京都府警洛北警察署時代の相棒。

### 京都中央警察署
梅垣紀夫（うめがき のりお）〈54〉
演 - 相島一之
広報課課長。弥生の上司。上司のご機嫌伺いしか頭にないため、ニックネームは「コメツキバッタ」。
松林智之（まつばやし ともゆき）〈51〉
演 - 飯田基祐
総務課課長。京子の上司。電球を替える事しか頭にないため、ニックネームは「デンスケ」。
里中徹（さとなか とおる）〈45〉
演 - 増澤ノゾム
中堅刑事。
神崎佳奈（かんざき かな）〈26〉
演 - 近野成美
若手刑事。
杉村伶香（すぎむら れいか）〈22〉
演 - 杉浦琴乃
総務課の女子署員。京子の部下。松林課長のお気に入り。
峰岸千晶（みねぎし ちあき）〈21〉
演 - 泉川実穂（連続ドラマ）
食堂勤務の女子署員。美鈴の部下。
岡島秀幸
演 - 桝本圭作
刑事。
加藤修一郎（かとう しゅういちろう）〈53〉
演 - 渡辺いっけい（連続ドラマ）
刑事課課長。ナルシストのため、ニックネームは「ナルシー加藤」。

### その他
室町大輔（むろまち だいすけ）〈53〉
演 - 冨家規政
京子の夫。京日デパートの営業社員。

### ゲスト

#### 土曜ワイド劇場
「夫・恋人・上司に殺人容疑!? 悩めるアラフィフ女3人が“ここだけの話よ”の井戸端会議で連続殺人を解く!!」
- 如月真弓（イベント会社社長・京都府警女子会のアドバイザー） - 中田喜子（高校生：植野瑚子）
- 宮沢志保（料理教室講師・京料理研究家・京料理「古都はなや」店主） - 藤吉久美子
- 下坂徳次郎（老舗「下坂呉服店」店主） - 大和田伸也（大学生：山田俊）
- 藤堂孝則（京都中央警察署 署長） - 横光克彦
- 徳永幸一（菊華の隣人） - 小林正寛
- 玉山健一（京都中央警察署 食堂の料理人） - 近江陽一郎
- 須山義和（ジャーナリスト） - 川口力哉
- 京都中央警察署 副署長 - 浅田祐二
- 京都中央警察署 刑事 - 井上久男
- 京都中央警察署 婦人警官 - たかはしあいこ
- 百瀬一平（京都法文大学の元学生・故人） - 村中龍人
- 菊華（京都の芸妓・本名「常盤正美」） - 中原果南（幼少期：かわさき鈴乃）
- 徳永芳江（幸一の妻） - 北原佐和子
- 桐生忠義（京都中央警察署 刑事課長） - 平岳大

#### 連続ドラマ
第1話「京都嵐山・激流下り殺人!? 女3人が井戸端会議で推理」
- 須賀里美（旅行代理店「京都洛北トラベル」主任・元カミナリ族・京都府警女子会メンバー・理沙子の実母） - 渡辺えり
- 倉沢博光（理沙子の婚約者） - 忍成修吾
- 吉崎俊二（「京都洛北トラベル」社員） - 松田悟志
- 田辺理沙子（「京都洛北トラベル」元社員・児童養護施設「心風園」出身・里美の実娘・故人） - 吉谷彩子（幼少期：河井心絆）
- 西村稔（京都中央警察署三条坂交番 巡査） - 北口裕介

第2話「結婚式で新郎の母が殺人!? 女3人が遺体発見で大混乱」
- 児玉早苗（邦明の母・菓子司「慈包堂」店主・京都府警女子会メンバー） - 前田美波里
- 児玉邦明（新郎・京都中央警察署生活安全課 警察官） - 黄川田将也（幼少期：南口夏輝）
- 野口博之（京極不動産 営業部長） - 伊嵜充則
- 竹村輝夫（高級和菓子屋「竹村香芝堂」元店主・故人） - 峰蘭太郎
- 村山朝美（新婦・パティシエール） - たかはしあいこ
- 小田切直也（京極不動産 社長・「竹村香芝堂」元社員） - 原田大二郎

第3話「死を呼ぶ愛情弁当!? 四角いハンバーグは美男子を殺す」
- 乙川姫子（料理番組「乙姫の突撃！勝手にアレンジ セレブメニュー」講師・京都府警女子会特別会員） - 戸田恵子
- 小川遼（門倉建工 従業員） - 川村陽介（幼少期：片木凰介）
- ユウ（テレビリポーター・本名「門倉悠」） - 逢沢りな
- 新田一馬（ホスト） - 大水洋介（ラバーガール）
- 門倉義彦（ユウの父・門倉建工 社長） - 浅田祐二
- ホスト - 吉本考志、辻元宏武

第4話「京都ミステリースポット連続殺人!? 落ちても死なない断崖絶壁」
- 牧村登志子（かざみ保育園 園長） - 石野真子
- 柳沢亮平（かざみ保育園 保育士・旧姓「峰村」） - 桜田通（幼少期：西條魁馬）
- 久松隆三郎（久松隆三郎建設 社長・「名会谷の崖」から転落死） - 太田雅之
- 漆原辰則（漆原地域土建 社長・「名会谷の崖」から転落死） - 寺岡知彦
- 峰村光康（亮平の父・20年前「名会谷の崖」から飛び降り自殺） - 山田永二
- 峰村麻衣子（亮平の母・20年前「名会谷の崖」から飛び降り自殺） - 田中千尋
- 篠塚芳美（ライフスタイルスーパーアドバイザー・京都府警女子会名誉会員） - 瀬奈じゅん

第5話「完全犯罪」
- 宮坂恒子（宮坂の妻・老舗「宮古坂呉服店」女将） - 音無美紀子
- 安田花代（宮坂の知人・スナックのママ） - 芦川よしみ
- 貴船の川床の店員 - 松田沙紀
- 京都中央警察署生活安全課 署員 - 内藤邦秋
- 宮坂清吉（「宮古坂呉服店」5代目店主） - 深水三章
- 八木民江（「宮古坂呉服店」従業員） - 赤座美代子

最終話「最後の井戸端会議！お悩み相談殺人事件」
- 河原崎時恵（カフェ「エレプハース」店主・通称「壬生寺町の菩薩さま」） - 大地真央
- 矢代瑠璃子（金山の元恋人） - 遠藤久美子
- 田野倉吾郎（資産家・1ヵ月前刺殺） - 白井滋郎
- 相原つばさ（京都賀茂川女学院高等学校の生徒） - 増田璃子
- 河原崎めぐみ（時恵の娘・20年前の京都賀茂川女学院高等学校に在学中自殺） - 山田あみ
- 金山源次郎（田野倉が経営しているクラブの雇われ店長） - 松澤一之

## スタッフ
- 脚本 - 深沢正樹、伊藤洋子、山本むつみ
- 音楽 - 堀向直之、高橋哲也
- 監督 - 濱龍也、伊藤寿浩
- 主題歌 - 阿部真央「女たち」（連続ドラマ）[20]
- 警察監修 - 五社プロダクション
- VFX - キルアフィルム
- プロダクション協力 - 東映太秦映画村
- ゼネラルプロデューサー - 関拓也[注 3]（テレビ朝日）
- プロデューサー - 藤崎絵三（テレビ朝日 / 連続ドラマ）、島田薫（東映）
- 制作 - テレビ朝日、東映

## 放送日程
| 放送日                                         | サブタイトル                                                                                     | 脚本     | 監督   | 視聴率 |
| ---------------------------------------------- | ------------------------------------------------------------------------------------------------ | -------- | ------ | ------ |
| 2015年12月19日                                 | 夫・恋人・上司に殺人容疑!? 悩めるアラフィフ女3人が“ここだけの話よ”の井戸端会議で連続殺人を解く!! | 深沢正樹 | 濱龍也 | 12.4%  |
| （視聴率はビデオリサーチ調べ、関東地区・世帯） |                                                                                                  |          |        |        |

| 話数                                           | 放送日        | サブタイトル                                              | 脚本       | 監督     | 視聴率 |
| ---------------------------------------------- | ------------- | --------------------------------------------------------- | ---------- | -------- | ------ |
| 第1話                                          | 2016年7月21日 | 京都嵐山・激流下り殺人!? 女3人が井戸端会議で推理          | 深沢正樹   | 濱龍也   | 11.6%  |
| 第2話                                          | 7月28日       | 結婚式で新郎の母が殺人!? 女3人が遺体発見で大混乱          | 深沢正樹   | 濱龍也   | 8.7%   |
| 第3話                                          | 8月04日       | 死を呼ぶ愛情弁当!? 四角いハンバーグは美男子を殺す         | 伊藤洋子   | 伊藤寿浩 |        |
| 第4話                                          | 8月11日       | 京都ミステリースポット連続殺人!? 落ちても死なない断崖絶壁 | 深沢正樹   | 伊藤寿浩 |        |
| 第5話                                          | 8月18日       | 完全犯罪                                                  | 山本むつみ | 濱龍也   |        |
| 最終話                                         | 8月25日       | 最後の井戸端会議！お悩み相談殺人事件                      | 深沢正樹   | 濱龍也   | 6.6%   |
| （視聴率はビデオリサーチ調べ、関東地区・世帯） |               |                                                           |            |          |        |